# Nhóm ngôn ngữ Kuki-Chin
Nhóm ngôn ngữ Kuki-Chin (còn được gọi là ngữ quần Mizo, ngữ quần Kukish hoặc ngữ quần Tạng-Miến Trung-Nam) là một nhánh của 50 ngôn ngữ Hán-Tạng được nói ở đông bắc Ấn Độ, miền tây Miến Điện và miền đông Bangladesh. Hầu hết những người nói các ngôn ngữ này được gọi là người Mizo ở Mizoram và Manipur; cũng như Kuki trong tiếng Assam và người Chin ở Miến Điện; một số cũng được xác định là Zomi (Lushai). Tiếng Mizo là ngôn ngữ Kuki-Chin được sử dụng rộng rãi nhất.
Nhóm ngôn ngữ Kuki-Chin đôi khi được đặt trong nhóm Kuki-Chin-Naga, một nhóm mang tính địa lý hơn là ngôn ngữ.
Hầu hết các ngôn ngữ Kuki-Chin được sử dụng ở khu vực bang Chin, Miến Điện, với một số ngôn ngữ được sử dụng ở vùng Sagaing, vùng Magway và Bang Rakhine. Ở Đông Bắc Ấn Độ, nhiều ngôn ngữ Kuki-Chin Bắc cũng được sử dụng ở bang Mizoram và Manipur, Ấn Độ, đặc biệt là ở huyện Churachandpur, huyện Pherzawl, huyện Kangpokpi và huyện Senapati. Nhóm ngôn ngữ Kuki-Chin Tây Bắc được sử dụng chủ yếu ở huyện Chandel, Manipur.
Nhóm ngôn ngữ Kuki-Chin còn được gọi là nhóm ngôn ngữ Tạng-Himalaya Trung tâm-Nam (hay Tạng-Miến Nam Trung Bộ) bởi Konnerth (2018), vì ý nghĩa tiêu cực của thuật ngữ "Kuki-Chin" đối với nhiều người nói các ngôn ngữ trong nhóm này.

## Phân loại nội bộ
Nhóm ngôn ngữ Karbi có thể có mối quan hệ chặt chẽ với nhóm ngôn ngữ Kuki-Chin, nhưng Thurgood (2003) và van Driem (2011) coi Karbi thuộc nhóm không phân loại trong ngữ hệ Hán-Tạng.
Các nhánh Kuki-Chin được liệt kê dưới đây theo VanBik (2009), với nhánh Tây Bắc được thêm từ Scott DeLancey và những người khác (2015), và nhánh Khum (đã được tách ra từ nhánh Nam) theo Peterson (2017).
Kuki-Chin
- Trung tâm: Mizo (Lushai), Bawm (Sunthla và Panghawi), Tawr, Hmar, Hakha (Lai Pawi, Mi-E, Zokhua), Darlong, Pangkhua
- Mara: Mara (Tlosai {Siaha và Saikao}, Hawthai {Lyvaw, Sizo và Lochei}, Hlaipao {Zyhno, Heima và Lialai}), Zyphe, Senthang, Zotung, Lautu
- Bắc: Falam (Hallam, incl. Laizo / Tlaisun, Khualsim, Zanniat, Zahau, Hauhulh, Simpi, Hualngo, Chorei), Suantak-Vaiphei, Hrangkhol, Zo (Zou), Biate (Bete), Paite, Tedim (Tiddim), Thado (Kuki), Gangte, Simte, Vaiphei, Siyin (Sizaang), Ralte, Ngawn
- Nam: Shö (Asho / Khyang, Bualkhaw, Chinbon), Thaiphum, Daai (Nitu), Mün, Yindu, Matu, Welaung (Rawngtu), Kaang, Laitu, Rungtu, Songlai, Sumtu
- Khom: Khumi (Khumi đích thực và Khumi Awa), Mro, Rengmitca, v.v.
- Tây Bắc: Monsang (Naga), moyon (Naga), Lamkang (Naga), Aimol, Anal (Naga), Tarao (Naga), Koireng (Kolhreng), Chiru, Kom, Chothe, Sorbung, Purum,[5] Kharam (Naga),, Saihriem, Ranglong, v.v.

Tiếng Sorbung được phát hiện gần đây có thể là ngôn ngữ hỗn hợp có thể phân loại thuộc nhóm ngôn ngữ Kuki-Chin hoặc Tangkhul (Mortenson & Keogh 2011).
Người nói tiếng Anu-Hkongso tự nhận mình là người dân tộc Chin, mặc dù ngôn ngữ của họ có liên quan mật thiết với tiếng Mru hơn là ngôn ngữ Kuki-Chin. Nhóm ngôn ngữ Mru là một nhánh riêng của ngữ tộc Tạng-Miến và không phải là một phần của nhóm ngôn ngữ Kuki-Chin.

### VanBik (2009)
Kenneth VanBik's (2009: 23) đã phân loại các ngôn ngữ Kuki-Chin dựa trên những thay đổi âm thanh được chia sẻ (đổi mới về âm vị học) từ ngôn ngữ Kuki-Chin nguyên thủy như sau:
Kuki-Chin
- Trung tâm: * k (ʰ) r-, * p (ʰ) r-> * t (ʰ) r-; * k (ʰ) l-, * p (ʰ) l-> * t (ʰ) l-; * y-> * z- 
  - Pangkhua ?
  - Laamtuk Thet: Laamtuk, Ruavaan
  - Tiếng Lai
    - Hakha: Hakha, Thantlang, Zokhua
    - Falam: Bawm, Bualkhua, Laizo, Lente, Khualsim, Khuangli, Sim, Tlaisun, Za-ngiat

  - Tiếng Mizo
    - Mizo: Fan-ai, Hualngo, Lushai, Khiangte, Ralte
    - Hmar: Khosak, Thiek, Lawitlang, Khawbung, Darngawn, Lungtau, Leiri
- Mara: * kr-> * ts-; * -ʔ, * -r, * -l> -Ø; * -p, * -t, * -k> * -ʔ 
  - Tiếng Mara 
    - Tlosai 
      - Saikao
      - Siaha

    - Hlaipao 
      - Heima
      - Lialai
      - Vahapi/Zyhno

    - HawThai 
      - Sizo 
        - Ngaphepi
        - Sabyu
        - Chapi

      - Lyvaw 
        - Lochei
        - Tisih
        - Phybyu

  - Lautu 
    - Hnaro
    - Chawngthia

  - Zophei 
    - Vytu
    - SaTe / Awhsa

  - Senthang 
    - Khuapi
    - Sirkhua

  - Zotung 
    - Shal Thawng
    - Ở Mai
- Ngoại vi: * r-> * g- 
  - Bắc: *-> * ts-; * kl-> * tl-; * -r> * -k 
    - Thado / Kuki, Tedim, Khuangsai, Paite, Vuite, Chiru
    - Sizang / Siyin, Guite / Nguite, Vaiphei, Zo

  - Nam (đồng bằng Nam): * -r> * -y 
    - Khumi: Khomi, Wakung
    - Cho-Asho 
      - Asho
      - Cho: Matu; Chinpon; Daai, Nghmoye, Ngmuun, Mkaang

### Peterson (2017)
David A. Peterson's (2017: 206)  phân loại nội bộ các ngôn ngữ Kuki-Chin như sau.
Kuki-Chin
- Tây Bắc: Purum (Naga), Koireng, Monsang (Naga), v.v.
- Trung tâm 
  - Trung tâm lõi
  - Mara
- Ngoại vi 
  - Đông Bắc
  - Khom: Khami / Khumi, Mro -Khimi, Lemi, Rengmitca, v.v.
  - Nam 
    - Cho
    - Daai 
    - Hyow/Asho

Nhánh đông bắc của Peterson tương ứng với nhánh Bắc của VanBik, trong khi nhánh tây bắc của Peterson tương ứng với nhánh Kuki cổ của các phân loại trước đây.